# 4261 Gekko
4261 Gekko è un asteroide della fascia principale. Scoperto nel 1989, presenta un'orbita caratterizzata da un semiasse maggiore pari a 2,7948196 au e da un'eccentricità di 0,1104475, inclinata di 2,66054° rispetto all'eclittica.
L'asteroide è dedicato all'omonimo osservatorio presso cui avvenne la scoperta.